# 676 TCN
676 TCN là một năm trong lịch La Mã.